# Carlos Mancheno
Carlos Mancheno Cajas (Riobamba, Provincia de Chimborazo, 9 de octubre de 1902 - ibídem, 11 de octubre de 1996) fue un militar y político ecuatoriano que en 1947 que ejerció de facto como Presidente del Ecuador por 10 días.

## Biografía
Carlos Mancheno nació en el barrio "La Merced" de la ciudad de Riobamba, Provincia de Chimborazo, el 9 de octubre de 1902; sus padres fueron los riobambeños Carlos Mancheno Chiriboga y Victoria Cajas González.

### Dictadura
Fue Ministro de Defensa de José María Velasco Ibarra, a quien posteriormente derrocaría mediante un golpe de Estado.
Ante la baja popularidad del presidente, y el inminente cambio de ministro de defensa, Mancheno lo derrocó y obligó a firmar un decreto en donde presentaba su renuncia y le encargaba el poder ejecutivo, asumiendo el poder político inmediatamente como ministro de defensa encargado del poder, designando a su gabinete. Poniendo en vigencia a la Constitución de 1906, eliminó la vicepresidencia de la república ejercida por Mariano Suárez Veintimilla, quién constitucional y legítimamente debía suceder a Velasco Ibarra, tratando de justificar su encargo del poder como constitucional y legítimo por lo que asume el cargo como Presidente de la República, anunciando que convocaría a una asamblea constituyente. Esto causó malestar en un gran sector del ejército, quienes no apoyaban la dictadura de Mancheno, encabezado por el coronel Ángel Baquero.
En este entorno se desataron dos combates por conquistar el poder: el primero en Yambo el 2 de septiembre y el segundo en el Socabón al día siguiente, dando como resultado la derrota del coronel Mancheno Cajas, la cual se produjo por la falta total de apoyo militar y político, al verse perdido se refugia en la embajada de Venezuela y renuncia ante un triunvirato compuesto por Humberto Albornoz, Alfonso Larrea Alba y Luis Maldonado Tamayo. Este triunvirato entregó inmediatamente el poder al Vicepresidente restituido, Mariano Suárez Veintimilla.
En lo referente a la administración del Estado por parte de Carlos Mancheno, no se produjeron cambios en la situación económica de su gobierno, pues apenas duró en el poder alrededor de 10 días.

### Matrimonio y descendencia
Estuvo casado con Ana Luisa Velasco con quien tuvo 4 hijos:
- Susana Mancheno Velasco
- Ney Mancheno Velasco
- Carlos Mancheno Velasco
- Ana Victoria Mancheno Velasco

## Predesecor y sucesor
Murió el 11 de octubre de 1996, en Riobamba, por causas naturales, a los 94 años de edad.
| Predecesor: José María Velasco Ibarra | Presidente de la República del Ecuador (De facto) 23 de agosto de 1947 - 3 de septiembre de 1947 | Sucesor: Mariano Suárez Veintimilla |